# Fehér Gárda (Magyarország)
A Fehér Gárda földalatti antikommunista mozgalom volt 1949-ben és 1950-ben a magyar Alföldön, amely különösen a Viharsarokban, Hódmezővásárhely és Orosháza közti pusztákon volt aktív. A kommunista hatalom a konspiratív módon működő hálózatot felgöngyölítette, vezetőit kivégezték.
Története jórészt feldolgozatlan.

## Előzmények
A második világháború lezárása után a Magyar Kommunista Párt ugyan nem nyerte meg az 1945-ös nemzetgyűlési választást, de a megszálló szovjet hadseregre támaszkodva mégis gyorsan növekvő befolyásra tett szert és az 1947-es választást követően (amit szintén nem tudott egyedül megnyerni a nagyarányú csalások ellenére sem) 1948-1949-ben teljes egészében kisajátította magának a hatalmat. Vidéken, a földművelésben már korábban is egyre inkább a kommunisták befolyása érvényesült. A vidék elszegényedése, képviseleti pártjainak módszeres szétverése, a beszolgáltatások, letartóztatások és az erőszakos kollektivizálás jelentős elégedetlenséghez vezetett a földből élők között. Nem véletlen, hogy az egyetlen kiterjedt antikommunista mozgalom a terror idején az Alföldön jött létre.

## A hálózat
A Fehér Gárda első sejtjei a Hódmezővásárhely és Orosháza közti tanyavidéken jöttek létre, de alakultak városi sejtek, különösen az említett két városban, illetve Békéscsabán, Makón, Maroslelén.
A mozgalom arra készült, hogy a kommunistaellenes elégedetlenség forradalomban fog kicsúcsosodni. A hálózat egészéről csak a vezetőknek volt képe, a tagok egyébként csak közvetlen kapcsolataikat ismerték, az egyes sejtek időnként találkozókon beszélték meg a fejleményeket. Egy összekötő négy emberrel tartotta a kapcsolatot.

## Megtorlás
Besúgói segítségével az Államvédelmi Hatóság 1950 őszétől felszámolta a mozgalmat. Harmincan kerültek bíróság elé. Huszonkét embert a kistarcsai gyűjtőtáborba internáltak. Blahó Jánost és a 24 éves Kovács Istvánt, a mozgalom vezetőit halálra ítélték és 1951. március 30-án kivégezték őket. Kovács István a bírósági tárgyaláson a hajából kitépett szálakat adta emlékként édesanyjának.

## Emlékezete
A mozgalomról Baté Szilveszter 2007-ben dokumentumfilmet készített. A hódmezővásárhelyi Emlékpont Múzeum külön teremben emlékezik meg az ellenállókról.

## Külső hivatkozások
- A Fehér Gárda: elfeledett hőseink a filmvásznon Archiválva 2007. november 14-i dátummal a Wayback Machine-ben, MNO, 2007. november 13.
- A Fehér Gárda egy igazi titkos antikommunista szervezkedés volt, Déli Lap, 2007. november 13.